# Academia Real dos Guardas-Marinhas
A Academia Real dos Guardas-Marinhas constituiu uma instituição portuguesa de ensino superior naval, criada em Portugal estabelecida pelo decreto de 14 de dezembro de 1782, tendo como objetivo formar hábeis e instruídos oficiais da Marinha Real lusitana, e recebia os alunos egressos tanto da Academia Real da Marinha, por mérito escolar, quanto aqueles eleitos diretamente, por privilégio de nobreza.
Pretendia formar os guarda-marinhas, para se tornarem oficiais da Marinha Portuguesa, estando na origem das atuais escolas navais, tanto da Escola Naval portuguesa como da Escola Naval brasileira.
Foi seu primeiro comandante D. Manuel Carlos da Cunha e Távora, conde de São Vicente. 

## História
A Academia Real dos Guarda-Marinhas foi ficou instalada na Sala do Risco do Arsenal Real da Marinha de Lisboa.
A nova academia tinha como função formar os futuros oficiais da marinha de guerra, que até aí tinham uma formação prática na Companhia dos Guardas-Marinhas e uma formação científica na Academia Real de Marinha. Com a criação da Academia dos Guardas-Marinhas, a Companhia dos Guardas-Marinhas foi nela integrada, constituindo-se como o seu corpo de alunos. A formação científica que era realizada na Academia Real de Marinha passou a ser feita na nova academia, passando aquela a concentrar-se apenas na formação dos pilotos (oficiais náuticos civis) e na formação preparatória dos futuros oficiais engenheiros do Exército.
Os alunos eram admitidos à Academia dos Guarda-Marinhas como aspirantes a guarda-marinha, sendo promovidos a guarda-marinhas depois de aprovados nas matérias do primeiro ano letivo. Ao finalizarem o curso da Academia, os guarda-marinhas eram promovidos a segundos-tenentes da Armada. Tanto os alunos como os lentes tinham um estatuto equiparado aos da Academia Real da Marinha e aos da Universidade de Coimbra.
Em 1808, a Academia dos Guarda-Marinhas acompanha transferência da Corte Portuguesa para o Brasil. A Companhia dos Guarda-Marinhas, os professores, o material escolar e a biblioteca da Academia embarcam na nau Conde Dom Henrique, desembarcando no Rio de Janeiro em março de 1808. No Rio de Janeiro, a Academia instala-se no edifício do Convento de S. Bento.
A Academia Real dos Guarda-Marinhas irá permanecer no Brasil, mesmo após o regresso do Rei D. João VI a Portugal em 1821.
Em 1822, perante a Independência do Brasil, a Academia divide-se entre os que pretendem aí permanecer e os que pretendem regressar a Portugal. Finalmente, em 1825, a Academia divide-se em duas, uma brasileira e outra portuguesa. A Academia portuguesa regressa a Portugal e volta a instalar-se no local do Arsenal da Marinha de Lisboa de onde tinha saído 17 anos antes, sendo reformada em 1845, altura em que mudou a sua designação para "Escola Naval". A Academia brasileira passou a designar-se "Academia Imperial dos Guardas-Marinhas", depois designou-se "Escola de Marinha" em 1858 e, finalmente, "Escola Naval" em 1887.

## Organização e ensino
A Academia Real dos Guarda-Marinhas funcionava na dependência do Inspetor-Geral da Marinha. Os alunos formavam a Companhia dos Guarda-Marinhas sob o comando de um oficial general da Marinha. O Corpo da Academia era constituído por três lentes de matemática, dois seus substitutos, um lente de artilharia, um mestre de aparelho e um mestre de desenho e construção naval.
Na Academia era ministrado um Curso Militar de Marinha, com uma componente científica e uma componente de artes náuticas. A componente científica constituía um curso matemático semelhante ao da Academia Real da Marinha. O curso militar durava três anos letivos, além de um ano de embarque.
No primeiro ano letivo, era realizada a cadeira matemática de aritmética, geometria e trigonometria reta e as artes do aparelho. Entre o primeiro e o segundo ano letivo, era realizado o ano de embarque. No segundo ano letivo, era realizada a cadeira matemática de álgebra, secções cónicas e mecânica e as artes de desenho e construção naval. Finalmente, no terceiro ano letivo era realizada a cadeira matemática de trigonometria esférica, navegação e tática naval, e nas artes, a continuação do desenho e a cadeira de artilharia.